# Joely Richardson

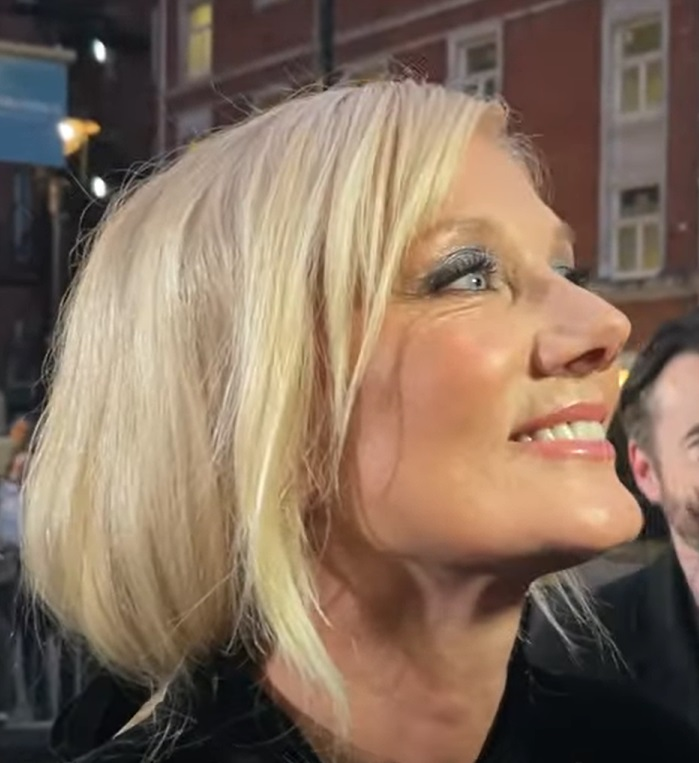
Joely Richardson (2024)

Joely Kim Richardson (* 9. Januar 1965 in Marylebone, London) ist eine britische Schauspielerin, die vorwiegend in den USA tätig ist.

## Leben und Karriere
Richardson stammt aus einer Schauspielerfamilie, so ist sie die Tochter von Tony Richardson und Vanessa Redgrave und damit die Schwester von Natasha Richardson. Michael Redgrave und Rachel Kempson sind ihre Großeltern mütterlicherseits. Sie ist außerdem die Nichte von Lynn Redgrave und Corin Redgrave, die Cousine von Jemma Redgrave sowie die Schwägerin von Liam Neeson.
Richardsons Karriere begann Mitte der 1980er-Jahre mit einer kleinen Rolle in Wetherby. 1996 wurde sie von den Disney Studios entdeckt und spielte die Hauptrolle in der Familienkomödie 101 Dalmatiner. 2004 wurde sie mit der – mit einem Golden Globe prämierten – Fernsehserie Nip/Tuck deutschen Fernsehzuschauern bekannt. Als Ehefrau des Arztes Dr. Sean McNamara – dargestellt von Dylan Walsh – versuchte sie dort, ihre kontinuierlich kriselnde Ehe zu meistern. Zum Ende der vierten Staffel verließ sie die Serie wegen einer Erkrankung ihrer Tochter, kehrte aber 2007 nach deren Genesung für 15 von 22 Folgen im Rahmen der fünften Staffel zurück. In der vierten Staffel der britischen Historienserie Die Tudors stellte sie die Königin Catherine Parr dar. In Roland Emmerichs Film Anonymus (2011) verkörperte sie die junge Königin Elisabeth I. von England. Richardson hat als Schauspielerin vor der Kamera in bisher über 80 Film-und-Fernsehproduktionen mitgewirkt.
Mit ihrem damaligen Ehemann Tim Bevan bekam Richardson 1992 ihre Tochter Daisy, die ebenfalls Schauspielerin ist.
2018 wurde Richardson in die Academy of Motion Picture Arts and Sciences berufen, die jährlich die Oscars vergibt.

## Filmografie (Auswahl)

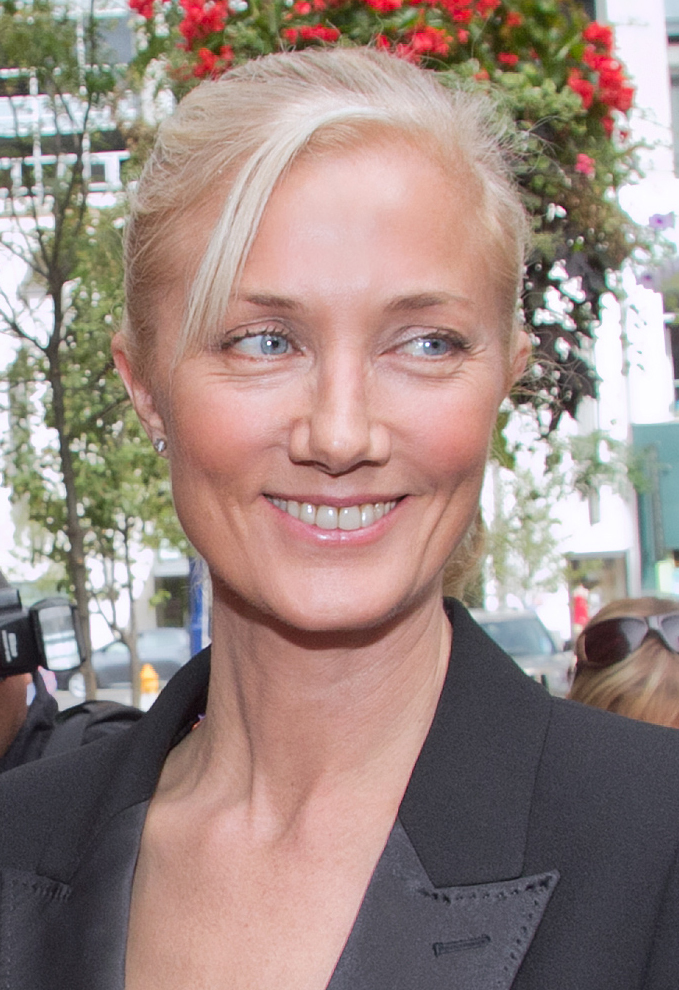
Joely Richardson auf dem Toronto International Film Festival 2011

- 1968: Der Angriff der leichten Brigade (The Charge of the Light Brigade)
- 1985: Hotel New Hampshire (The Hotel New Hampshire)
- 1984: Wetherby
- 1987: Body Contact
- 1987: Kin of the Castle
- 1988: Verschwörung der Frauen (Drowning by Numbers)
- 1989: A Proposito di Quella Strana Ragazza
- 1989: Agatha Christie’s Poirot (Fernsehserie, 1 Folge)
- 1991: Heading Home
- 1991: King Ralph
- 1992: Wie ein Licht in dunkler Nacht (Shining Trough)
- 1992: Rebeccas Töchter (Rebecca’s Daughters)
- 1993: Lady Chatterley (Miniserie)
- 1994: I’ll Do Anything oder: Geht’s hier nach Hollywood? (I’ll Do Anything)
- 1994: Sister My Sister
- 1996: Nessie – Das Geheimnis von Loch Ness (Loch Ness)
- 1996: Lautlose Schreie (Hollow Reed)
- 1996: 101 Dalmatiner (101 Dalmatians)
- 1997: Event Horizon – Am Rande des Universums (Event Horizon)
- 1998: Wrestling with Alligators
- 1998: Ein himmlischer Garten (Under Heaven)
- 1998: The Tribe
- 1998: Das Echo (The Echo)
- 1999: Toy Boys
- 2000: Zurück zu Dir (Return to Me)
- 2000: Maybe Baby
- 2000: Der Patriot (The Patriot)
- 2001: Das Halsband der Königin (The Affair of the Necklace)
- 2003: Shoreditch
- 2003: Fallen Angel
- 2003–2010: Nip/Tuck – Schönheit hat ihren Preis (Nip/Tuck, Fernsehserie, 100 Folgen)
- 2004: The Fever
- 2005: Die Lügen meiner Mutter (Lies My Mother Told Me)
- 2005: Wallis & Edward
- 2006: Fatal Contact: Vogelgrippe in Amerika (Fatal Contact: Bird Flu in America)
- 2007: Mimzy – Meine Freundin aus der Zukunft (The Last Mimzy)
- 2007: The Christmas Miracle of Jonathan Toomey
- 2009: Die Triffids – Pflanzen des Schreckens (The Day of the Triffids, TV-Miniserie, 2 Folgen)
- 2009: Freezing (Fernsehserie, eine Folge)
- 2009–2010: Die Tudors (The Tudors, Fernsehserie, 5 Folgen)
- 2011: Anonymus (Anonymous)
- 2011: Verblendung (The Girl with the Dragon Tattoo)
- 2012: Red Lights
- 2012: Thanks for Sharing – Süchtig nach Sex (Thanks for Sharing)
- 2013: Der Teufelsgeiger (Paganini: The Devil's Violinist)
- 2014: Vampire Academy
- 2014: Endless Love
- 2015: Maggie
- 2016: Fallen – Engelsnacht (Fallen)
- 2016: Snowden
- 2017: Emerald City – Die dunkle Welt von Oz (Emerald City, Fernsehserie, 7 Folgen)
- 2017: The Time of Their Lives
- 2017: The Hatton Garden Job
- 2018: In Darkness
- 2018: Red Sparrow
- 2018: The Aspern Papers
- 2018: Surviving Christmas with the Relatives
- 2019: The Rook (Fernsehserie, 8 Folgen)
- 2019: Die Farbe aus dem All (Color Out of Space)
- 2020: My Dad’s Christmas Date
- 2020–2022: The Blacklist (Fernsehserie, 2 Folgen)
- 2022: The Lost Girls
- 2022: Suspect (Fernsehserie, 8 Folgen)
- 2022: Sandman (The Sandman, Fernsehserie, 3 Folgen)
- 2022: Lady Chatterleys Liebhaber (Lady Chatterley’s Lover)
- 2023: Little Bone Lodge
- 2024: Zwei an einem Tag (One Day, Fernsehserie)
- 2024: The Gentlemen (Fernsehserie)
- 2024: Renegade Nell (Miniserie)

## Deutsche Synchronisation
Joely Richardson hat im deutschsprachigen Raum keine Standardsprecherin. Besonders hervorzuheben ist dabei allerdings Christin Marquitan, die ihr bislang mehrmals die Stimme lieh.